# Nigella Lawson
För växtsläktet Nigella, se Nigellasläktet
Nigella Lawson, född 6 januari 1960 i London, är en brittisk matskribent, journalist och författare. 
Hon är känd från TV-serier som Nigella Bites och Nigella Express. Lawsons matlagnings-TV-serie från år 2005 sändes i TV4 och TV4 Plus under namnet Nigella. Hon delade ut Storbritanniens poäng vid Eurovision Song Contest 2015.
Hon är dotter till tidigare brittiske finansministern Nigel Lawson.